# Vahessaare (Elva)
Vahessaare est une localité de la commune d'Elva, en Estonie.
Au 31 décembre 2011, il compte 52 habitants.